# شهرك امام حسين (آبجدان)
شهرك امام حسين (بالفارسية: شهرک امام حسین) هي منطقة سكنية تقع في إيران في قسم آبجدان الريفي. يقدر عدد سكانها بـ 102 نسمة .